# Hydrotaea cyrtoneurina
Hydrotaea cyrtoneurina är en tvåvingeart som först beskrevs av Zetterstedt 1845.  Hydrotaea cyrtoneurina ingår i släktet Hydrotaea och familjen husflugor. Arten är reproducerande i Sverige. Inga underarter finns listade i Catalogue of Life.